# Батталья, Бэйтс
Джонатан «Бэйтс» Батталья (англ. Jonathan Bates Battaglia; род. 13 декабря 1975, Чикаго, США) — американский хоккеист, крайний нападающий. Бронзовый призёр чемпионата мира 2004 года.

## Игровая карьера
На драфте НХЛ 1994 года был выбран в 6 раунде под общим 132 номером командой «Анахайм Майти Дакс». 18 марта 1997 года обменян в «Хартфорд Уэйлерс». 11 марта 2003 года обменян в «Колорадо Эвеланш». 22 октября 2003 года обменян в «Вашингтон Кэпиталз». 8 июля 2006 года как свободный агент подписал контракт с «Торонто Мейпл Лифс».

## Статистика
```
                                            --- Regular Season ---  ---- Playoffs ----
Season   Team                        Lge    GP    G    A  Pts  PIM  GP   G   A Pts PIM
--------------------------------------------------------------------------------------
1992-93  Team Illinois               MEHL   60   42   42   84   68  --  --  --  --  --
1993-94  Caledon Canadians           MTJHL  44   15   33   48  104  --  --  --  --  --
1994-95  Lake Superior State Unive   NCAA   38    6   15   21   32  --  --  --  --  --
1995-96  Lake Superior State Unive   NCAA   40   13   22   35   48  --  --  --  --  --
1996-97  Lake Superior State Unive   NCAA   38   12   27   39   80  --  --  --  --  --
1997-98  New Haven Beast             AHL    48   15   21   36   48   1   0   0   0   0
1997-98  Carolina Hurricanes         NHL    33    2    4    6   10  --  --  --  --  --
1998-99  Carolina Hurricanes         NHL    60    7   11   18   22   6   0   3   3   8
1999-00  Carolina Hurricanes         NHL    77   16   18   34   39  --  --  --  --  --
2000-01  Carolina Hurricanes         NHL    80   12   15   27   76   6   0   2   2   2
2001-02  Carolina Hurricanes         NHL    82   21   25   46   44  23   5   9  14  14
2002-03  Carolina Hurricanes         NHL    70    5   14   19   90  --  --  --  --  --
2002-03  Colorado Avalanche          NHL    13    1    5    6   10   7   0   2   2   4
2003-04  Colorado Avalanche          NHL     4    0    1    1    4  --  --  --  --  --
2003-04  Washington Capitals         NHL    66    4    6   10   38  --  --  --  --  --
2004-05  Mississippi Sea Wolves      ECHL   25    6   11   17   24   4   0   0   0  10
2005-06  Toronto Marlies             AHL    79   20   47   67   86   5   1   1   2   6
2006-07  Toronto Maple Leafs         NHL    82   12   19   31   45  --  --  --  --  --
2007-08  Toronto Maple Leafs         NHL    13    0    0    0    7  --  --  --  --  --
2007-08  Toronto Marlies             AHL    56   12   14   26   42  19   6   2   8  28
2008-09  Toronto Marlies             AHL    59   17   34   51   55   6   2   3   5   4
2009-10  Syracuse Crunch             AHL    29    6   16   22   15  --  --  --  --  --
2009-10  Jokerit Helsinki            FNL    17    1    0    1   12   2   1   0   1   0
2010-11  Rochester Americans         AHL    20    1    2    3   12  --  --  --  --  --
2010-11  Tulsa Oilers                CHL     6    1    3    4    4  10   5   2   7   4
2010-11  Lausitzer Fuchse            GER-2   2    1    1    2    2  --  --  --  --  --
2011-12  Karlskrona HK          Division 1  25   10   13   23   20  10   2   4   6   4
--------------------------------------------------------------------------------------

         NHL Totals                        580   80  118  198  376  42   5  16  21  28

```